# Skeppsklocka

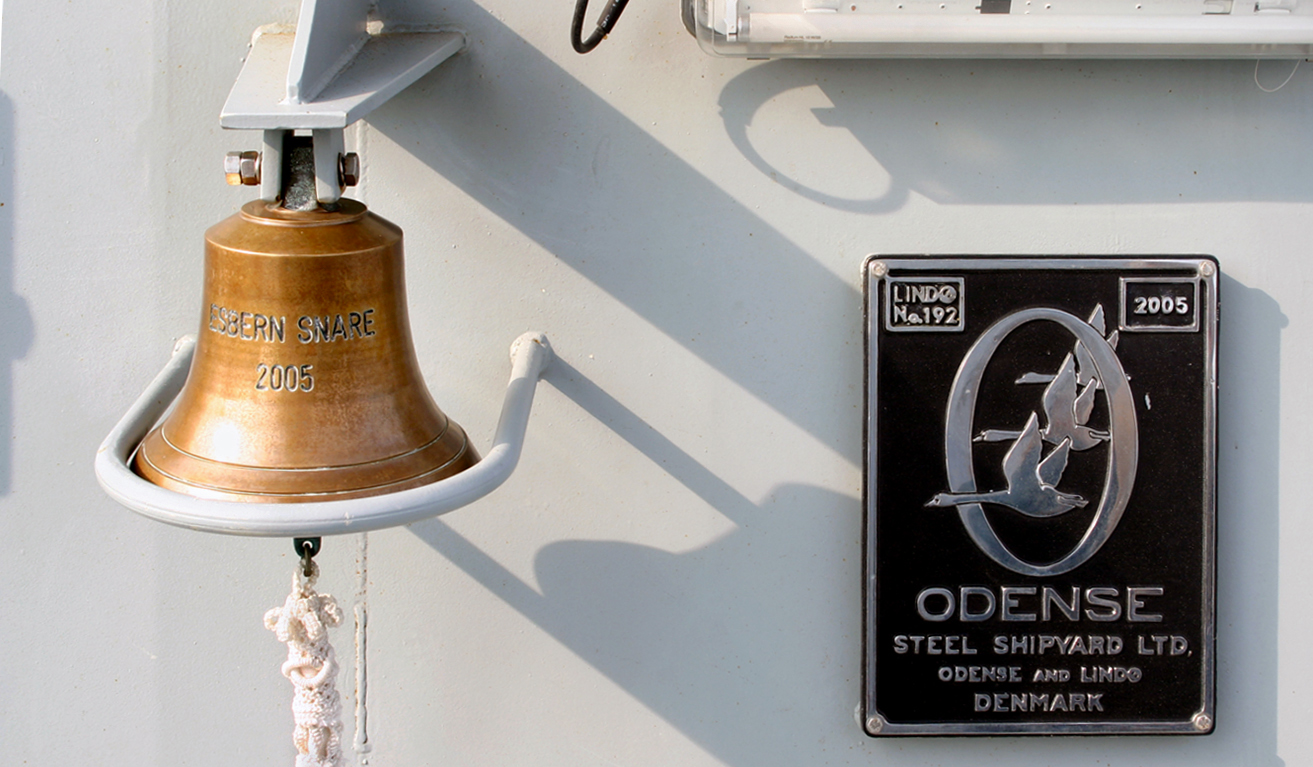
En skeppsklocka tillägnad Esbern Snare på fartyget HDMS Absalon (L16)

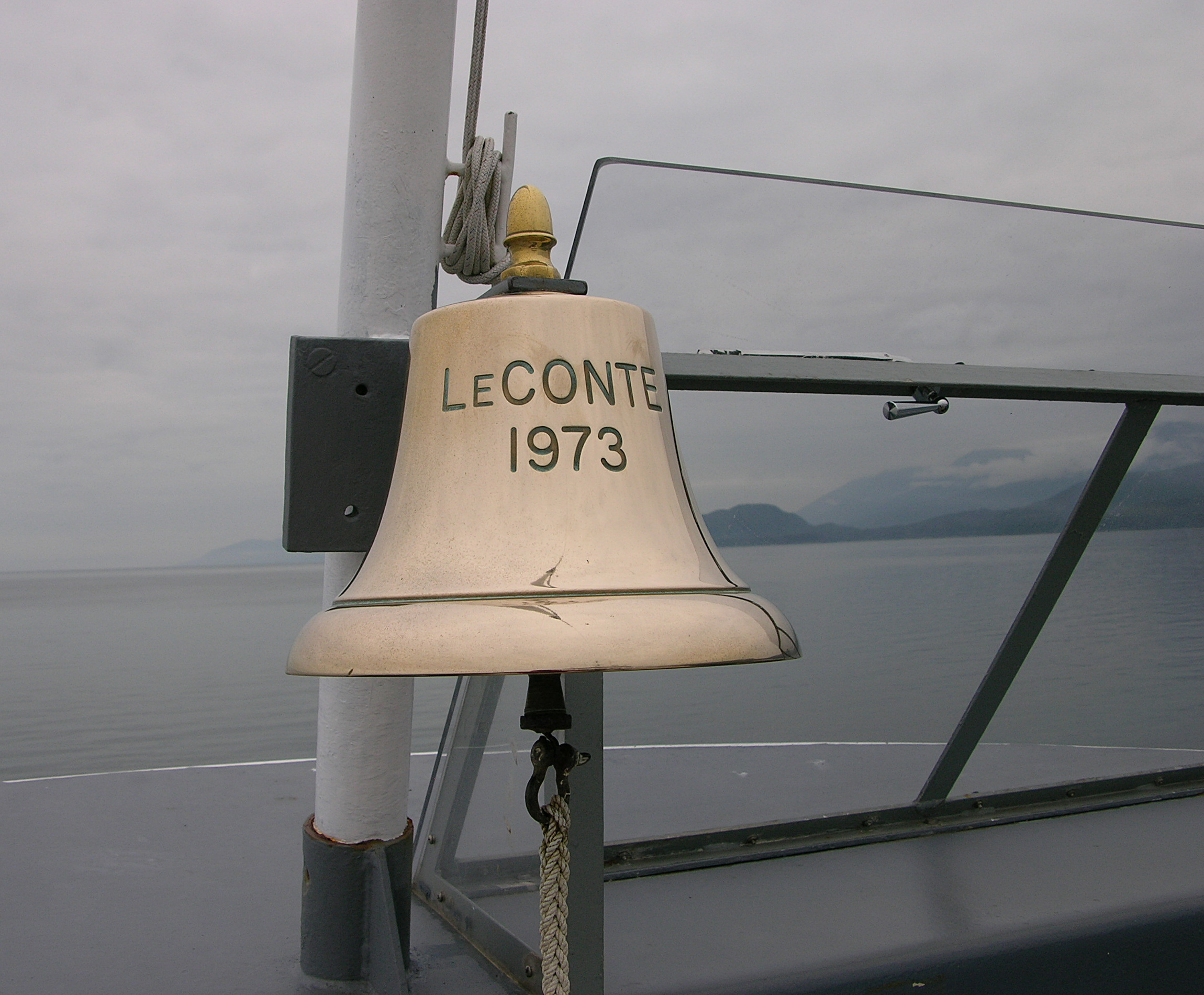
Skeppsklocka

Skeppsklocka är en klocka med kläpp som används på båtar och fartyg. Skeppsklockan har från 1600-talet funnits på skepp, och än i dag beordras det i sjövägsreglerna att använda skeppsklockan för signalering vid ankarliggande i dimma. Klockkläppen manövreras med en klockstropp för att varna i dimma, eller på örlogsfartyg för att slå glas, det vill säga att ange tiden för besättningen inför vaktavlösning. De slås parvis.
| Antal slag | Slagordning | Hund- vakten | Dag- vakten | Förmiddags- vakten | Middags- vakten | Första platt- vakten | Andra platt- vakten | Första vakten |
| Ett slag   | .           | 0:30         | 4:30        | 8:30               | 12:30           | 16:30                |                     | 20:30         |
| Två slag   | ..          | 1:00         | 5:00        | 9:00               | 13:00           | 17:00                |                     | 21:00         |
| Tre slag   | .. .        | 1:30         | 5:30        | 9:30               | 13:30           | 17:30                |                     | 21:30         |
| Fyra slag  | .. ..       | 2:00         | 6:00        | 10:00              | 14:00           | 18:00                |                     | 22:00         |
| Fem slag   | .. .. .     | 2:30         | 6:30        | 10:30              | 14:30           |                      | 18:30               | 22:30         |
| Sex slag   | .. .. ..    | 3:00         | 7:00        | 11:00              | 15:00           |                      | 19:00               | 23:00         |
| Sju slag   | .. .. .. .  | 3:30         | 7:30        | 11:30              | 15:30           |                      | 19:30               | 23:30         |
| Åtta slag  | .. .. .. .. | 4:00         | 8:00        | 12:00              | 16:00           |                      | 20:00               | 0:00          |